# كييل شنايدر
كييل شنايدر (بالألمانية: Kjell Schneider)‏ (4 أكتوبر 1976 في ألمانيا - ) هو لاعب كرة طائرة شاطئية ولاعب كرة طائرة ألمانيا.

## وصلات خارجية
- كييل شنايدر على موقع الاتحاد الدولي beach volleyball database (الإنجليزية)
- كييل شنايدر على موقع قاعدة بيانات الكرة الطائرة الشاطئية (الإنجليزية)